# Raymond Leo Burke
Raymond Leo Burke (Richland Center, Wisconsin, 30 juni 1948) is een Amerikaans geestelijke en een kardinaal van de Rooms-Katholieke Kerk.
Burke bezocht het seminarie van La Crosse, Wisconsin. Van 1968 tot 1971 studeerde hij filosofie en theologie aan de Katholieke Universiteit van Amerika in Washington D.C.. Van 1971 tot 1975 studeerde hij aan de Pauselijke Universiteit Gregoriana in Rome. Hij werd op 29 juni 1975 in de Sint-Pietersbasiliek door paus Paulus VI tot priester gewijd. Tot 1980 was hij vervolgens kanunnik van het kapittel van de kathedraal van La Crosse om vervolgens canoniek recht te gaan studeren aan de Gregoriana. Daar promoveerde hij tot doctor in het kerkelijk recht. In 1989 werd hij benoemd tot Defensor Vinculi (verdediger van het huwelijk) bij de Hoogste Rechtbank van de Apostolische Signatuur.
Op 10 december 1994 werd Burke benoemd tot bisschop van La Crosse. Zijn bisschopswijding ontving hij op 6 januari 1995 in de Sint-Pietersbasiliek en hij nam even later bezit van zijn bisdom. Op 2 december 2003 volgde zijn benoeming tot aartsbisschop van Saint Louis. Zowel in La Crosse als in Saint Louis richtte hij kapellen in die geschikt waren voor Tridentijnse misvieringen. In 2007 was hij de eerste aartsbisschop sinds veertig jaar die een aantal priesters wijdde volgens deze buitengewone vorm van de Romeinse ritus.
In 2006 benoemde paus Benedictus XVI hem tot lid van de Apostolische Signatuur. Op 27 juni 2008 volgde zijn benoeming tot prefect van deze hoogste rechtbank van de Katholieke Kerk en tevens tot president van het Hooggerechtshof van Vaticaanstad.
Burke werd tijdens het consistorie van 20 november 2010 kardinaal gecreëerd. Hij kreeg de rang van kardinaal-diaken met de Sant'Agata dei Goti als titelkerk. Burke nam deel aan het conclaaf van 2013.

## Kopstuk van de conservatieve vleugel
Burke was lid van de Congregatie voor de Bisschoppen tot paus Franciscus hem in december 2013 uit die positie ontsloeg. De pers zag dit als een teken dat de paus streeft naar een progressievere signatuur van de Romeinse Curie. Zijn ontslag volgde op een week waarin de kardinaal openlijk kritiek op de paus leek te hebben toen hij zei het te betreuren dat de paus minder nadruk wil leggen op bepaalde ethische kwesties zoals het huwelijk tussen mensen van hetzelfde geslacht. Door zijn openlijke sympathie voor de Tridentijnse mis, waarin hij wereldwijd voorgaat en vaak gekleed gaat in gewaden die bij de meeste geestelijken in onbruik zijn geraakt, zoals de cappa magna, en zijn vaak uitgesproken standpunten wordt Burke meer en meer gezien als een van kopstukken van de conservatieve vleugel in de kerk.
Samen met collega-kardinalen Walter Brandmüller, Carlo Caffarra en Joachim Meisner vroeg hij paus Franciscus op 19 september 2016 per brief om helderheid met betrekking tot vijf volgens hen niet heldere passages ("dubia") in zijn exhortatie Amoris laetitia (Latijn, vertaald: de Vreugde van de Liefde), waarover zij en - volgens hen - velen met hen, zich afvroegen of deze wel in overeenstemming met de leer van de kerk waren. Met name hoofdstuk 8 is, zeggen zij, voor vele gelovigen aanleiding tot verwarring en vragen. Toen de paus niet antwoordde op hun brief gingen zij met hun brief in de openbaarheid en voerden hiertoe het synodaliteitsprincipe aan dat de paus tijdens de synode van 2015 had bepleit: de bisschoppen moesten in vrijheid en open met elkaar discussiëren.
Van 8 november 2014 tot 19 juni 2023 was Burke patroonkardinaal van de Orde van Malta. 
Op 3 mei 2021 werd Burke bevorderd tot kardinaal-priester. Zijn titeldiakonie werd tevens zijn titelkerk pro hac vice.
In augustus 2021 werd bekend dat Burke in het ziekenhuis lag met COVID-19. Tot die tijd had hij zich kritisch uitgelaten over vaccinaties tegen het coronavirus.
In juni 2023 werd hij door de paus ontheven van zijn functie als kardinaal-patroon van de Orde van Malta, nadat hij hierin al vanaf 2017 feitelijk op non-actief was geplaatst. Hij werd opgevolgd door de zes jaar oudere kardinaal Gianfranco Ghirlanda s.j. (1942- ).
- Biblioteca Nacional de España: XX5759545
- Bibliothèque nationale de France: cb169098347 (data)
- Gemeinsame Normdatei: 1032144165
- International Standard Name Identifier: 0000 0000 6128 0000
- Library of Congress Control Number: n86013689
- Nationale Bibliotheek van Tsjechië: ola2017965566
- Nederlandse Thesaurus van Auteursnamen: 071869778
- Istituto Centrale per il Catalogo Unico: CFIV054499
- Système universitaire de documentation: 137777574
- Virtual International Authority File: 35927306
- WorldCat: E39PBJgxqWQC8CB7tcHBqm7WDq